# Khíntila

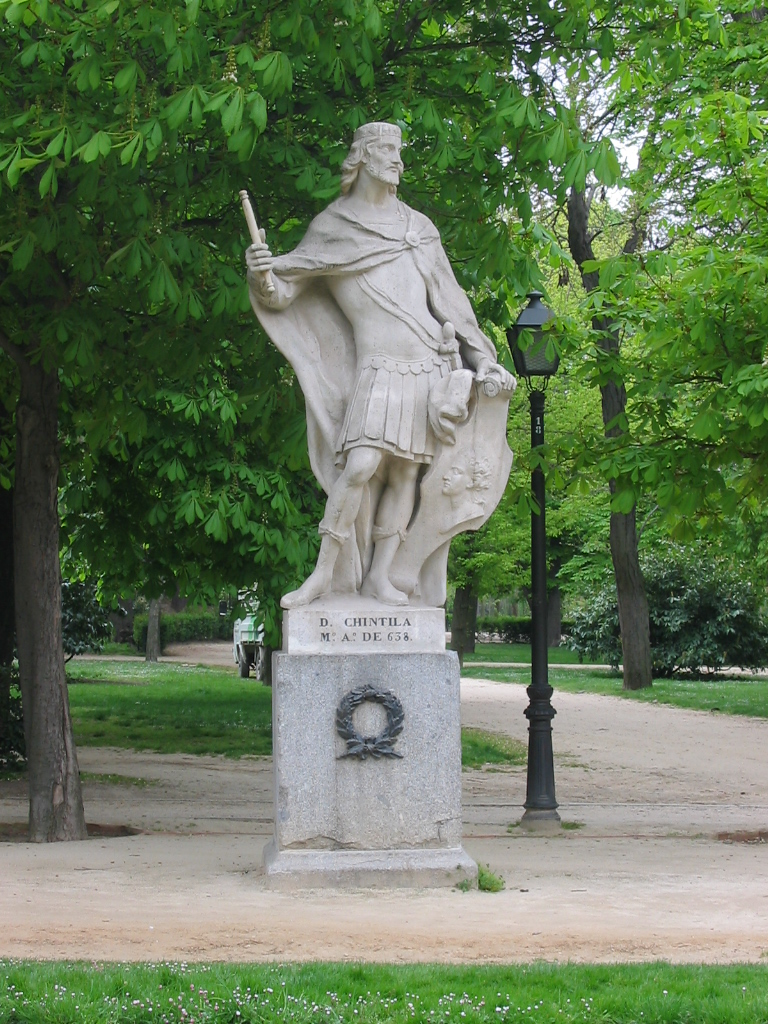
Estàtua de Khíntila a Madrid

Khíntila fou rei dels visigots d'Hispània del 636 al 639. Fou elegit rei en morir Sisenand, per una assemblea de bisbes i pròcers, seguint l'esperit del concili IV de Toledo, vers el mes d'abril del 636.
Estant tan recent el Concili toledà, i els anatemes llançats contra els opositors, no és probable que no es respectessin els seus acords. La noblesa més fortament contrària a Sisenand havia d'estar a més bastant debilitada, després dels càstigs impostos en el IV Concili de Toledo i dels possibles resultats del fracàs d'una rebel·lió. L'elecció va recaure en un magnat ancià (sembla que Khintila comptava amb vuitanta-sis anys), que probablement tenia el suport del clero (no molt favorable a Sisenand) i que segurament havia donat suport a l'anterior rei més per oportunisme (com els bisbes electors) que per convicció.
La seva primera decisió va ser convocar un Concili (V Concili de Toledo) que es va iniciar a l'Església de Santa Leocadia el 30 de juny del 636. Totes les decisions del Concili van ser de caràcter polític. En primer lloc es va tractar de la seguretat del rei, i després de la qüestió successòria.
El cànon setanta-cinc del IV Concili havia de ser llegit públicament després de cada Concili. Els descendents del rei havien de gaudir de tots els béns justament adquirits o que els seus pares els haguessin proporcionat. L'anatema havia de caure sobre tot aquell que en el futur els molestés o injuriés. També els fideles del rei, que constituïen una camarilla que l'envoltava i que eren considerats els seus partidaris incondicionals, consellers de confiança i auxiliars, havien de quedar protegits i conservar les seves propietats i els regals que el rei anterior els hagués atorgat.
Els que consultessin a endevins per conèixer la sort del rei serien excomunicats. La mateixa pena cauria sobre els que maleïssin al rei i els que s'agrupessin per col·locar a un altre en el tron. Tothom qui aspirés al tron sense ser elegit per qui corresponia (i sense ser de noble bressol) seria excomunicat i rebria l'anatema.
En les actes es diu clarament que "alguns homes als qui l'origen no orna i el valor no adorna" havien aspirat al tron. No sabem si l'aspiració la van realitzar mitjançant una rebel·lió o mitjançant la seva candidatura en el Concili que va elegir a Khintila.
Probablement la noblesa que havia recolzat a Sisenand havia comptat amb la majoria gràcies al suport dels francs i a la ràpida abdicació de Suintila. Però en celebrar-se l'elecció del seu successor l'elecció havia recaigut no en un dels primers seguidors de Sisenand, sinó probablement en un noble que havia entrat en el seu partit a última hora i forçat per les circumstàncies, que a més es va envoltar dels seus propis partidaris i va ignorar a la resta de la noblesa que podia haver-li dinar suport.
Khintila no va emetre moneda a la Narbonense, el que suggereix que allà podien tenir lloc esdeveniments dels quals no coneixem el seu desenvolupament. En el Concili sembla que tampoc va estar present cap bisbe de la província que cal suposar rebel·lada (l'assistència en tot cas no va ser molt important doncs sol van assistir 22 bisbes i dos representats; està en discussió l'assistència del metropolità de Narbona que segurament no va assistir, i sols el bisbe de Barcino va representar la Tarraconense oriental). Cap element permet assegurar que la indicació dels bisbes sobre aspirants al tron de baixa alcúrnia es referís a hispanoromans.
Segurament la rebel·lió, si va existir, va ser sufocada el mateix any o l'any següent (637) i després d'això es va convocar un nou concili.
El VI Concili de Toledo es va inaugurar el 9 de gener del 638 i en ell van estar presents cinquanta-tres bisbes (més del doble que en l'anterior) i entre ells ni havia tres procedents de la Narbonense (els d'Elna i Lodeva i el metropolità de Narbona, Esclua). El Concili va ser considerat una reunió dels bisbes d'Hispània i la Gàl·lia a diferència de l'anterior que es va qualificar com una reunió de bisbes de "les diverses províncies d'Hispània".
L'assemblea va dictar algunes normes eclesiàstiques però sobretot va reafirmar les decisions del V Concili sobre seguretat del rei, de la seva família i dels seus fideles, i càstigs per als usurpadors i rebels, ratificació potser necessària per la falta d'assistència de gran part del clero al concili anterior. Els fills del rei conservarien els seus béns a la mort del pare i ningú podria injuriar-los. Els fideles conservarien els seus càrrecs i propietats menys si haguessin estat deslleials. Es prohibia especialment als clergues i laics formar un partit per coronar a un nou rei, i aquells que participessin en un complot i ho denunciessin davant el rei serien perdonats. Es condemnaven les usurpacions del tron quan morís el rei (el nou rei hauria de ser elegit regularment) i no tenia dret a regnar qui hagués estat decalvat o tonsurat, qui fora d'origen servil o qui pertanyés a una raça estrangera (no goda, car només als gots corresponia el dret de successió al tron). El Concili va tocar el tema dels acusats (culpables) de certs delictes (que pel que sembla eren un nombre important) que s'havien refugiat en terra estrangera (de fet s'indica en terra enemiga) i col·laborant amb ells havien causat danys al regne, els quals, en cas de ser capturats, serien excomunicats.
Els nobles de la Narbonense eren probablement antics lleials de Sisenand, defraudats pel seu successor. La seva aliança natural hagués estat amb el rei merovingi Dagobert I (que governava Nèustria i Borgonya) i aquest rei no va morir fins al 638; el va succeir el seu jove fill Clodoveu II sota tutela de la reina vídua Nantequilda, augmentant el poder del majordom de palau, Ega, i encara que no se sap la política de la nova direcció del regne en relació amb els rebels, la rebel·lió ja havia d'haver acabat. Dagobert regnava amb plenitud de poder el 636 i 637 i podria haver donat suport als rebels però amb menys èxit que uns pocs anys endarrere (cal tenir en compte que el regne franc estava embarcat en una penosa lluita en la part oriental del regne, i a certs conflictes interns). Per tant, és de suposar que Dagobert va prendre partit pels rebels, donant-los-gi suport militar (suport poc important doncs no va tenir èxit) i va acollir als refugiats. Els francs serien en aquest cas "l'enemic" el gener del 638, quan Dagobert fins i tot no havia mort (Dagobert va morir deu dies després d'iniciat el Concili, però la notícia no arribaria a Toledo, capital del regne, fins a diversos dies després), i en tot cas els seus successors no canviarien la seva política respecte al regne visigot. A més això seria coincident amb les posteriors informacions sobre els refugae (que podríem traduir per "fugits" o "refugiats polítics") a França. Però Fredegari, cronista del regnat de Dagobert, no esmenta els fets; si els francs van col·laborar amb els rebels (i dels textos del concili es dedueix que els rebels i "els enemics" van produir danys en territori visigot actuant conjuntament) és molt sorprenent que no aparegui a la Crònica de Fredegari.
Se suposa que les tropes lleials a Khintila obligaren a fugir als rebels gots de Septimània; no tenien una altra alternativa que passar a França, on no serien mal acollits doncs Dagobert havia estat aliat de la facció que representaven. Alguns es van establir en territori merovingi, però els fugits havien de ser nombrosos (diversos centenars, potser alguns milers) i entre ells havia molta gent impetuosa i d'acció. La possibilitat de contraatacar i recobrar la Septimània era remota, car mancaven de la força necessària per prendre ciutats. La seva única possibilitat seria atacar la Tarraconense per part seva central (actual Aragó) i des d'allà avançar cap a Toledo (com Sisenand en el seu moment); però per prendre Saragossa o les ciutats de la zona precisaven la col·laboració militar d'aliats. Si no van aconseguir la col·laboració de Dagobert (i ja sabem com va cobrar de car el rei merovingi el seu suport a Sisenand), havien de recórrer a altres aliats, i a la zona només hi havia els vascons. Si els rebels es van valer dels vascons i van pensar que jugarien el mateix paper que els francs el 631, es van equivocar. En cas que els rebels i vascons arribessin davant Saragossa la ciutat oferiria resistència i si es va iniciar el setge, els gots aviat van quedar sols, escampant-se els vascons a la recerca de botí. Els gots van haver de retirar-se en quedar sense suports o a l'arribada d'algun exèrcit.
El Concili va intentar consolidar la posició del rei: Es va llançar anatema sobre aquells que ataquessin el rei, el destronessin, usurpessin la seva posició o reunissin un grup de conspiradors per perjudicar-lo. El successor d'un rei que hagués estat assassinat quedaria deshonrat si no castigava al culpable o culpables del regicidi, com si vengés l'assassinat del seu propi pare (referència implícita als llaços de sang als quals ja s'ha fet menció en el capítol precedent). La deshonra s'estenia a més a "tot el poble got".
En una època que no pot precisar-se es va produir una rebel·lió a la província de Galícia. No es coneixen ni les seves causes, ni els seus líders, ni el desenvolupament dels combats, si és que els va haver; únicament se sap que va ser sufocada i que temps després, Fructuòs, que cap al 656 va ser bisbe metropolità de Braga, en una carta adreçada al rei Recesvint (de l'any 652) es va interessar per la sort dels rebels, i demanava el seu indult. Curiosament Fructuòs, que intercedia a favor d'uns supòsits rebels, pertanyia a la mateixa família que el rei Sisenand.
El VI Concili va suposar també l'adopció de mesures contra els jueus, que pel que sembla es van promulgar per acontentar al Papa que així ho exigia en una carta. No és probable que després de l'atenció dedicada als jueus al Quart Concili i de no esmentar el tema en el V Concili, hagués calgut tornar sobre el tema. Però mentre es desenvolupaven les sessions va arribar a Toledo un diaca anomenat Turninus, amb una carta del Papa Honori I, escrita l'any 637 i que s'ha perdut. En ella sembla que el pontífex urgia als bisbes hispans a mostrar-se més enèrgics en la fe i demostrar més duresa envers els infidels (jueus). Segurament el Papa coneixia la legislació de Sisebut i aprovava mesures de conversió per la força; assabentat que els successius reis no havien prosseguit la mateixa política va decidir exercir pressió a favor d'ella. Els bisbes van encarregar la resposta a Brauli de Saragossa; en ella el prelat cesaraugustà reconeixia la supremacia del Papa i el seu dret a interessar-se per l'activitat de totes les Esglésies, però al·legava que les propostes del Pontífex (que no coneixem en detall) ja havien estat planejades per Khintila, i que la coincidència de parers havia de ser obra de la divinitat; continuava afirmant que els bisbes hispans no havien descuidat els seus deures però que la lentitud en les conversions no era deguda a distracció o por, sinó que la causa era que als jueus se'ls havia de convèncer mitjançant una constant predicació i, per tant, no eren justes les crítiques del Papa (al qual de passada assenyalava en error en una cita bíblica); per demostrar els fets exposats, Brauli remetia al Papa còpies de les actes del Concili, i dels deu cànons dedicats als jueus (del 57 al 66) al quart concili toledà; Brauli aconsellava al Papa no deixar-se enganyar per falsos rumors, i explicava que els bisbes hispans no s'havien deixat enganyar pel rumor que el Papa autoritzava als jueus conversos a tornar a la seva religió (superstició l'anomena Brauli), i exposava que cap home, per gran que fora el seu delicte, havia de ser castigat amb penes tan severes com les que proposava el Papa (i coneixent les lleis existents a Hispània les propostes del Papa havien de ser monstruoses fins a un extrem tal que els bisbes en general i Brauli especialment s'atrevien a desafiar al Pontífex i a posar en evidència la seva falta de consciència i coneixements cristians), car aquests càstigs no tenien suport legal ni moral, ni en els cànons ni en el Nou Testament. Conseqüència de la carta del Papa va haver de ser el cànon del VI Concili sobre els jueus segons el qual Khintila, d'acord amb els bisbes, expressava el seu desig d'acabar amb la "superstició" jueva i d'impedir a tots els no catòlics viure al Regne; tots els reis haurien de jurar en el futur (abans de ser proclamats) que no permetrien als jueus violentar la fe catòlica i que no cedirien davant el suborn o la indiferència; el que no ho complís seria anatematitzat i pastura del foc etern. Totes les decisions del IV Concili sobre els jueus eren confirmades. Sembla que Khintila, que ja tenia sentiments anti-jueus, es va sentir molt impressionat per la carta del Papa i dugué la seva política, en aquest aspecte, més lluny del que els bisbes havien pensat (encara que no tan lluny com va exigir el Papa).
El mateix any es van produir conversions forçoses a la capital del Regne, a l'Església de Santa Leocadia (1 de desembre del 638) malgrat la renúncia a això del IV Concili de Toledo. En el document d'abjuració, els conversos forçosos renunciaven a les seves antigues creences i es comprometien a abandonar el ritu i les festes jueves, la festa del dissabte (sàbat), la pràctica de la circumcisió i les regles d'alimentació; se sotmetien a les autoritats totes les escriptures i ells mateixos lapidarien a qualsevol d'ells que es desviés de la fe catòlica.
Dels dinou cànons del concili, quatre van estar dedicats a qüestions polítiques, mentre els altres quinze es van dedicar als jueus, monjos, penitents, lliberts, ordres sagrades, beneficis i béns de l'Església. El Concili va restablir a Marcià com a bisbe d'Écija, seu de la que va ser deposat el seu rival Habenci, que l' havia deposat abans mitjançant intrigues (una primera apel·lació ja havia estat tractada en el IV Concili).
Se sap que Khintila va fer ordenar alguns capellans, i entre ells un que va ser ordenat pel metropolità toledà Eugeni I (636-646) que va ser considerat indigne. El metropolità no es va atrevir a desobeir al rei per la qual cosa va fingir l'ordenació. Més tard Eugeni II, que el 646 va succeir com metropolità a Eugeni I, va plantejar el cas al bisbe cesaraugustà Brauli, preguntant si l'ordenació era canònicament correcta i els sagraments administrats pel sacerdot eren valids (Brauli va donar una resposta afirmativa a les dues qüestions).
Khintila va morir el desembre del 640 (una altra data indicada és la de gener o febrer, car s'assenyala que regne tres anys nou mesos i nou dies), de mort natural.
Abans de la seva mort va haver d'aconseguir que els magnats i bisbes reconeguessin com a successor al seu fill Tulga, esperant sens dubte que, malgrat la seva joventut, seria preservat de la sort d'altres reis joves pels anatemes llançats pels últims concilis.